# 小行星2790
小行星2790（2790 Needham），又称为李约瑟星，是由紫金山天文台在1965年10月19日发现的主带小行星。
該小行星以英国现代生物化学家、汉学家和科学技术史专家、《中国的科学与文明》作者李约瑟命名。